# وینزبورو (ویرجینیا)
وینزبورو (به انگلیسی: Waynesboro) شهری در ایالت ویرجینیا کشور ایالات متحده آمریکا است که جمعیت آن در سرشماری سال ۲۰۱۰ میلادی، ۲۱٬۰۰۶ نفر بوده‌است.